# Валеев, Адхам Хасанович
Адхам Хасанович Валеев (род. 1926, Янаул) — советский хозяйственный, государственный и политический деятель. Член КПСС.

## Биография
Родился в 1926 году в Янауле. 
С 1941 года — на хозяйственной, общественной и политической работе. В 1941—1986 гг. — слесарь Уфимского моторостроительного завода, помощник директора Уфимского ремесленного училища № 3, заведующий отделом коммунального хозяйства исполкомов Калининского районного и Черниковского городского Советов, слушатель областной партийной школы, управляющий уфимским трестом «Дормостстрой», заместитель, первый заместитель председателя, председатель Уфимского горисполкома.
При Валееве Уфа стала городом-миллионником.
Избирался депутатом Верховного Совета РСФСР 8-го, 9-го и 10-го созывов, Верховного Совета БАССР 11-го созыва. 
Делегат XXIV съезда КПСС.
Умер после 1986 года.